# Filip Nowak
Filip Piotr Nowak – polski menedżer branży ochrony zdrowia i urzędnik państwowy, w latach 2019–2021 wiceprezes, a od 2021 prezes Narodowego Funduszu Zdrowia, w latach 2020–2021 p.o. prezesa NFZ.

## Życiorys
Ukończył socjologię na Uniwersytecie Wrocławskim, kształcił się podyplomowo z zarządzania i marketingu oraz finansów i zarządzania w służbie zdrowia na Akademii Ekonomicznej we Wrocławiu. Został absolwentem studiów typu MBA na Uczelni Łazarskiego w Warszawie. Zawodowo pracował jako menedżer branży zdrowotnej, m.in. w Miedziowym Centrum Zdrowia przy lubińskim oddziale KGHM Polska Miedź, Wojewódzkim Szpitalu Specjalistycznym w Legnicy, NZOZ Strzelińskim Centrum Medycznym oraz Centrum Badań Jakości KGHM.
Zatrudniono go w dolnośląskim oddziale wojewódzkim Narodowego Funduszu Zdrowia. Następnie kierował oddziałami tej instytucji w opolskiem (2010–2014) i wielkopolskiem (pełniący obowiązki, 2013–2014), zaś od 2014 do 2019 był dyrektorem mazowieckiego NFZ-etu. W 2015 został szefem rady ds. taryfikacji przy Agencji Oceny Technologii Medycznych i Taryfikacji; współpracował także z zespołami przy ministrze zdrowia.
W listopadzie 2019 powołany na stanowisko wiceprezesa Narodowego Funduszu Zdrowia do spraw operacyjnych. Objął funkcję szefa zespołu ds. zapobiegania, przeciwdziałania i zwalczania COVID-19 w ramach NFZ. 26 sierpnia 2020 został pełniącym obowiązki prezesa Narodowego Funduszu Zdrowia po przejściu Adama Niedzielskiego na fotel ministra, a 9 listopada 2021 mianowany został prezesem.
W 2021 został odznaczony Srebrnym Krzyżem Zasługi.